# 마이크로 오퍼레이션

기계어를 마이크로 오퍼레이션으로 분해하는 모습을 간단히 나타낸 그림. 일반적인 페치-디코드 실행 주기 중에 수행된다.

컴퓨터 중앙 처리 장치에서 마이크로 오퍼레이션(micro-operations, micro-ops, μops, 마이크로 조작, 마이크로 연산)은 일부 디자인에서 복잡한 기계어를 구현하기 위해 사용되는 세세한 저급 명령어이다. (이 문맥에서 매크로 명령이라고 부르기도 한다):8–9
일반적으로 마이크로 오퍼레이션은 하나 이상의 레지스터에 저장된 데이터의 기초적인 오퍼레이션을 수행하며, 여기에는 CPU 레지스터 간 또는 레지스터와 외부 버스 간 데이터 전송, 그리고 레지스터의 산술 또는 노리 오퍼레이션 수행이 포함된다. 일반 페치-디코드 실행 주기에서 매크로 명령의 각 단계는 실행 중에 분해되므로 CPU는 일련의 마이크로 오퍼레이션을 통해 결정하고 진행한다. 마이크로 오퍼레이션의 실행은 CPU의 제어 장치의 통제 하에 수행되며 이는 순서 재변경, 병합, 캐시 처리 등 다양한 최적화를 수행하는 동안 실행 중에 결정한다.

## 같이 보기
- CPU 캐시